# Donnacha Ryan
Donnacha Ryan (Limerick, 11 dicembre 1983) è un rugbista a 15 irlandese, seconda linea del Racing 92.

## Biografia
Inizialmente dedito all'hurling, Ryan iniziò a giocare a rugby nelle giovanili del Nenagh Ormond solo allo scopo di rafforzare il fisico in quanto troppo magro per l'hurling; successivamente entrò nella prima squadra di rugby del St. Munchin's College di Limerick, con cui vinse la coppa scolastica della provincia di Munster.
Nel Munster dal 2004, debuttò in Celtic League nel settembre di quell'anno contro gli Ospreys.
Con la franchise provinciale irlandese vinse la Celtic Cup alla sua prima stagione e, in seguito, due titoli di campione d'europa e a seguire due titoli celtici.
A dicembre 2013 rinnovò con Munster fino a tutta la stagione 2016-17 ma poi, non ottenendo un contratto di primo livello, nell'estate del 2017 lasciò la franchise irlandese per andare in Francia al Racing 92 di Parigi
A livello internazionale debuttò per l'Irlanda a fine 2008 contro l'Argentina a Dublino, e disputò il suo primo incontro nel Sei Nazioni nell'edizione 2010 contro l'Italia, ancora a Dublino.
Prese parte alla Coppa del Mondo di rugby 2011 nel corso della quale disputò tre incontri (con Russia, ancora Italia, e Galles); ancora, 4 anni più tardi, prese parte alla Coppa del Mondo di rugby 2015 in Inghilterra.
Il suo incontro più recente è l'ultima gara del Sei Nazioni 2017 a Dublino contro l'Inghilterra.

## Palmarès
- Celtic League: 2
Munster: 2008–09, 2010–11
- Celtic Cup: 1
Munster: 2004-05
- Heineken Cup: 2
Munster: 2005-06, 2007-08